# بيتر نادين
بيتر نادين (بالإنجليزية: Peter Nadin)‏ هو رسام وشاعر أمريكي، ولد في 1954.